# 185639 Rainerkling
185639 Rainerkling é um asteroide do cinturão principal que orbitam entre Marte e Júpiter. Ele possui uma magnitude absoluta de 17,7.

## Descoberta
185639 Rainerkling foi descoberto no dia 2 de março de 2008 através do Observatório Astronômico de Maiorca.

## Características orbitais
A órbita de 185639 Rainerkling tem uma excentricidade de 0,0976729 e possui um semieixo maior de 2,2379906 UA. O seu periélio leva o mesmo a uma distância de 2,0193996 UA em relação ao Sol e seu afélio a 2,4565816 UA.